# Oliver Burton
Oliver "Ollie" Burton (27 tháng 5 năm 1879 — 1929) là một cầu thủ bóng đá người Anh thi đấu cho Tottenham Hotspur.

## Sự nghiệp bóng đá
Burton, là một hậu vệ trái, đã thi đấu tổng cộng 41 trận cho Tottenham Hotspur ở mọi đấu trường giai đoạn 1908–09.